# Jean-Pierre Gaffory
vignette
Jean-Pierre Gafforj, de son nom de baptême Ghjuvan Petru Gafforio, est un médecin et un chef de la Révolution corse. Proche du roi Théodore de Neuhoff, il mène très rapidement sa propre politique et reçoit le titre de général. Né à Corté le 23 septembre 1704, il est assassiné le 2 octobre 1753 dans la même ville à l'âge de 49 ans.

## Biographie

### Enfance et formation
Il est le fils de Filippo Antonio Gafforio. Son enfance n'est pas documentée. Il quitte la Corse pour étudier la médecine à Gênes auprès de son oncle Anton-Francesco. Jusqu'en 1733 ou 1734, date à laquelle il rentre en Corse, il soutient les Génois et ne participe pas à la lutte pour la libération de la Corse. 

### Vie politique

#### Soutien du roi Théodore (1736)
De retour en Corse, il est élu et siège à la consulta — une assemblée représentative — de Saint-Antoine de la Casabianca. Il soutient alors l'élection de Théodore de Neuhoff comme roi. En retour, le roi le fait comte, le nomme secrétaire d'État à la Guerre et au Cabinet, puis membre de la Diète du royaume et lui confie enfin la gestion de l'Hôtel des monnaies,.

#### Ascension au sein des révoltés (1736-1738)
Tout en soutenant le roi Théodore, Jean-Pierre Gafforj travaille à affermir ses positions dans le cortenais et plus généralement parmi les chefs corses. Il use de sa proximité avec Théodore pour prendre possession des terres de ceux qui, dans la région de Corte, avaient soutenu les Génois. Grâce à des mariages habiles de plusieurs membres de sa famille, il développe des liens avec des familles influentes comme les Matra, les Raffaelli ou encore les Carlotti. Enfin, son éloquence le place au premier rang dans les différentes consulte de l'époque, comme à Corte en 1738 où, après le départ de Théodore, il fait accepter les conditions de la convention de Versailles du 12 juillet 1737 qui garantit la souveraineté de Gênes sur l'île grâce à la protection de la France et de l'Empire.

#### Bref exil (1738-1740)
En 1738, après la défaite française à Borgo, il est exilé de Corse pour avoir défendu la convention de Versailles. Il revient en Corse dès 1740 grâce au marquis de Maillebois. À partir de cette date, il poursuit son ascension en menant une politique d'apaisement des conflits internes au parti corse.

#### Chef de la Révolution corse (1745-1753)
En 1745, alors que la Corse est devenue un enjeu dans la guerre de succession d'Autriche, Jean-Pierre Gafforj œuvre à l'unité des révoltés insulaires. À la consulta de Caccia (26-27 septembre 1745), son beau-frère Alerio Francesco Matra et lui sont élus protettori de la Corse, tandis que l'abbé Venturini en devient président. Tous trois ont pour mission d'apaiser les oppositions entre les chefs de la révolte. 
À compter de cette date et jusqu'à sa mort, il mène ou participe à plusieurs opérations militaires contre Bastia, mais il doit aussi faire face à d'autres chefs insulaires comme Domenico Rivarola qui, mandaté par le roi de Sardaigne, s'empare de Bastia en 1746. Pour assurer son influence — mais aussi afin de faire libérer son fils détenu par le gouverneur génois Stefano de Mari —, Gafforj entretient parallèlement une bonne entente avec les Génois et les Français dont le marquis de Cursay. Il prend possession du château de Corte en 1746, mais il est contraint par la situation générale de renoncer à Bastia pour se replier dans sa région natale. Ce n'est qu'avec les trois consulte de 1753, à Aléria, au couvent d'Istria et à Tuani, qu'il prend définitivement la tête de la Révolution corse avec le titre de général.

### Assassinat
Le 2 octobre 1753, il meurt dans une embuscade tendue par Cecco et Giovan Battista Romei dans le quartier de Saint-Pancrace à Corte. L'assassinat serait commandité par Giovan Giacomo Grimaldi, commissaire exceptionnel envoyé par les Génois. En faisant appel à la famille des Romei, Giovan Giacomo Grimaldi exploite des querelles cortenaises causées par l'autoritarisme et l'affairisme de Gafforj. Une fois Gafforj tué, Cecco et Giovan Battista Romei se réfugient à Calvi, auprès des Génois, avec une dizaine de leurs parents. Anton Francescu Gafforj, le frère de Jean-Pierre, serait aussi impliqué dans cet assassinat. Selon les témoignages de l'époque, la maison des frères Romei est rasée en représailles.

## Révolution corse après Gafforj
En faisant assassiner Jean-Pierre Gafforj, les Génois ont pour objectif de porter atteinte à l'union des chefs de la Révolution corse. En ravivant leurs oppositions, ils souhaitent de ramener à eux plusieurs familles, soit par appât du gain, soit en usant de menaces et d'intimidation. Si l'unité est réellement compromise pendant un temps, elle reste en fait pour les Corses une préoccupation et un but à atteindre comme la consulta de Venzolasca en 1754 le montre. Au cours de cette période l'influence de Clément Paoli grandit, préparant ainsi le retour de son frère Pascal Paoli.

## Famille

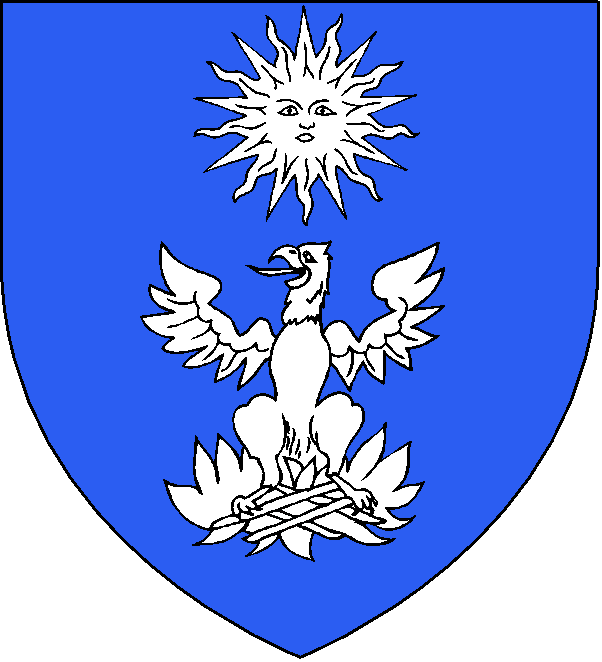
Blason de la famille Gafforj.

Le nom de famille réel à l'époque était Gafforio et évoluera au fil du temps en Gafforj, Gaffori ou Gaffory (Sources familiales, historiques et actes[évasif]
Jean-Pierre Gafforj est issu d'une famille aisée, sans qu'elle exerce pour autant une influence incontestée dans le Cortenais. Toutefois, son père, Filippo Antonio Gafforio, fait tout de même partie des Nobili Dodeci (« Noble Douze ») du Deçà des Monts, c'est-à-dire un représentant élu des populations de la Terra del Comune, une des divisions administratives du nord de la Corse.
La tradition prête également un rôle à son épouse, Faustine de Matra, qui témoigne de la légende construite autour des membres de la famille Gafforj. Elle aurait ainsi ordonné 7 juillet 1746 une attaque contre la citadelle de Corte, alors que les Génois y détenaient son fils ; puis en 1750 elle aurait exhorter — avec succès — les Cortenais à tenir face au siège des Génois en menaçant de faire exploser sa maison.
Ils ont eu au moins deux enfants :
- François de Gafforj (1744 à Corte-1796 à Corte), général anobli par le roi
- Giulia Mattea Gafforj, mariée avec André Colonna-Ceccaldi[13].

## Hommage
À Corte, la place située devant la maison des Gafforj a été nommé « place Gaffori » (avec un I malgré que son nom soit Gafforj et tel qu'il est inscrit sur la statue), et un monument a été érigé. Il se compose d'une statue réalisée par le sculpteur Émile Aldebert, ainsi qu'un bas-relief des fondeurs Thiébaut frères représentant son épouse Faustine pendant le siège de Corte de 1756. Une plaque a été apposée avec pour texte : « Au général Jean-Pierre Gafforj chef suprême des Corses 1704-1753 ».